# Juziers
Juziers est une commune du département des Yvelines, dans la région Île-de-France, en France, située à 10 km environ à l'est de Mantes-la-Jolie.
Juziers est une « ville porte » du parc naturel régional du Vexin français et est candidate pour intégrer le parc en 2005.
Ses habitants sont appelés les Juziérois.

## Géographie
Située sur la rive nord de la Seine, Juziers est une commune résidentielle et rurale, dont la partie nord vallonnée et boisée est à la limite du Vexin français.
Elle est limitrophe de Gargenville à l'ouest, de Brueil-en-Vexin et Oinville-sur-Montcient au nord, de Mézy-sur-Seine à l'est. Au sud, la Seine la sépare de la commune d'Aubergenville. Elle englobe une partie de l'île de Mézy.
La commune est desservie par la RD 190 qui relie Limay à Poissy par la rive nord de la Seine, et par une gare de la ligne ferroviaire Paris-Saint-Lazare-Mantes-la-Jolie via Conflans-Sainte-Honorine.

### Climat
Pour des articles plus généraux, voir Climat de l'Île-de-France et Climat des Yvelines.
En 2010, le climat de la commune est de type climat océanique dégradé des plaines du Centre et du Nord, selon une étude du CNRS s'appuyant sur une série de données couvrant la période 1971-2000. En 2020, Météo-France publie une typologie des climats de la France métropolitaine dans laquelle la commune est exposée à un climat océanique et est dans la région climatique Sud-ouest du bassin Parisien, caractérisée par une faible pluviométrie, notamment au printemps (120 à 150 mm) et un hiver froid (3,5 °C).
Pour la période 1971-2000, la température annuelle moyenne est de 11 °C, avec une amplitude thermique annuelle de 14,8 °C. Le cumul annuel moyen de précipitations est de 683 mm, avec 11,1 jours de précipitations en janvier et 7,9 jours en juillet. Pour la période 1991-2020, la température moyenne annuelle observée sur la station météorologique la plus proche, située sur la commune de Maule à 8 km à vol d'oiseau, est de 11,8 °C et le cumul annuel moyen de précipitations est de 677,0 mm,. Pour l'avenir, les paramètres climatiques de la commune estimés pour 2050 selon différents scénarios d'émission de gaz à effet de serre sont consultables sur un site dédié publié par Météo-France en novembre 2022.

## Urbanisme

### Typologie
Au 1er janvier 2024, Juziers est catégorisée ceinture urbaine, selon la nouvelle grille communale de densité à sept niveaux définie par l'Insee en 2022.
Elle appartient à l'unité urbaine de Paris, une agglomération inter-départementale regroupant 407  communes, dont elle est une commune de la banlieue,,. Par ailleurs la commune fait partie de l'aire d'attraction de Paris, dont elle est une commune de la couronne,. Cette aire regroupe 1 929 communes,.

## Toponymie
Le nom de la localité est attesté sous les formes Gisei en 978; Gisiaco en 986; Gesiaco ou Geziacum en 1180; Gysecum en 1210; Gisiers et Jusiers  en 1289.
Il s'agit d'une variante Gisiacum du type toponymique gaulois (celtique) Gisacum bien attesté dans le département contigu de l'Eure (*Gisacon < *Gisāko-) que l'on retrouve dans Gisay-la-Coudre et Gisacum, ancien nom du Vieil-Evreux. Cette formation toponymique est basée sur le suffixe -(i)acum, d'origine gauloise et marquant le lieu ou la propriété.
Le premier élément Giso- représente un élément gaulois bien attesté qui s'explique, soit par le nom de personne gaulois Gisos, soit par le terme gēso (de gaiso) qui signifie « javelot, pointe, cap, éminence », (terme passé en latin sous la forme gaesum), à supposer une évolution secondaire gēso > gīso fréquente en gaulois cf. Alesia / Alisia.
Ernest Nègre a vu dans l'élément Jus- de Jusiers le nom de personne germanique Giso, alors qu’il considère paradoxalement Gisacum comme le nom d'un dieu gaulois (Gisacos) et qu’il croit le reconnaître dans Gisy-les-Nobles (Yonne, Gisei IXe siècle, Gisiacum 1142) et Gisay (Vienne, Gisiaco 1097 - 1100), dont les formes anciennes sont identiques à celles de Jusiers.
L'évolution de Gisei en Jusiers est aberrante, car il devrait avoir abouti à *Gisy / *Gizy (comme Gisy et Gizy). L'altération de Gi- en Ju- est peut-être liée à l'attraction des mots français en Ju-. Quant à la substitution de la finale -iers à -y, elle est due à l'attraction des noms de lieux en -ier(s), telle qu'on la constate dans Aizier (Eure, Aysiacus 1025, Aisy jusqu'au XVe siècle).

## Histoire
- En 978, la comtesse de Letgarde cède la terre de Juziers à l'abbaye Saint-Père-en-Vallée de Chartres.
- En 987, les moines fondent le prieuré de Juziers. Cet édifice sera vendu comme bien national en 1793.
- En 2009, un projet de circuit de Formule 1 dans la commune de Flins-sur-Seine, lancé par le conseil général des Yvelines, rencontre une vive opposition des riverains (90 % des riverains se sont opposés à ce projet lors d'une consultation) et est finalement abandonné.

## Population et société

### Démographie

#### Évolution démographique
L'évolution du nombre d'habitants est connue à travers les recensements de la population effectués dans la commune depuis 1793. Pour les communes de moins de 10 000 habitants, une enquête de recensement portant sur toute la population est réalisée tous les cinq ans, les populations de référence des années intermédiaires étant quant à elles estimées par interpolation ou extrapolation. Pour la commune, le premier recensement exhaustif entrant dans le cadre du nouveau dispositif a été réalisé en 2006.

En 2022, la commune comptait 4 040 habitants, en évolution de +7,5 % par rapport à 2016 (Yvelines : +2,72 %, France hors Mayotte : +2,11 %).
| 1793  | 1800  | 1806 | 1821  | 1831  | 1836  | 1841  | 1846 | 1851 |
| ----- | ----- | ---- | ----- | ----- | ----- | ----- | ---- | ---- |
| 1 088 | 1 119 | 984  | 1 011 | 1 029 | 1 030 | 1 000 | 958  | 884  |

| 1856 | 1861 | 1866 | 1872 | 1876 | 1881 | 1886 | 1891 | 1896 |
| ---- | ---- | ---- | ---- | ---- | ---- | ---- | ---- | ---- |
| 809  | 805  | 838  | 800  | 800  | 708  | 695  | 723  | 720  |

| 1901 | 1906 | 1911 | 1921 | 1926  | 1931  | 1936  | 1946  | 1954  |
| ---- | ---- | ---- | ---- | ----- | ----- | ----- | ----- | ----- |
| 706  | 776  | 765  | 897  | 1 052 | 1 116 | 1 084 | 1 073 | 1 159 |

| 1962  | 1968  | 1975  | 1982  | 1990  | 1999  | 2006  | 2011  | 2016  |
| ----- | ----- | ----- | ----- | ----- | ----- | ----- | ----- | ----- |
| 1 557 | 1 895 | 2 348 | 2 558 | 3 164 | 3 370 | 3 652 | 3 781 | 3 758 |

| 2021  | 2022  | - | - | - | - | - | - | - |
| ----- | ----- | - | - | - | - | - | - | - |
| 3 976 | 4 040 | - | - | - | - | - | - | - |

#### Pyramide des âges
En 2018, le taux de personnes d'un âge inférieur à 30 ans s'élève à 34,3 %, soit en dessous de la moyenne départementale (38 %). À l'inverse, le taux de personnes d'âge supérieur à 60 ans est de 22,9 % la même année, alors qu'il est de 21,7 % au niveau départemental.
En 2018, la commune comptait 1 921 hommes pour 1 952 femmes, soit un taux de 50,40 % de femmes, légèrement inférieur au taux départemental (51,32 %).
Les pyramides des âges de la commune et du département s'établissent comme suit.
| Hommes | Classe d’âge | Femmes |
| ------ | ------------ | ------ |
| 0,2    | 90 ou +      | 0,5    |
| 6,2    | 75-89 ans    | 8,5    |
| 15,4   | 60-74 ans    | 15,0   |
| 22,5   | 45-59 ans    | 24,1   |
| 19,2   | 30-44 ans    | 19,7   |
| 17,4   | 15-29 ans    | 14,9   |
| 19,2   | 0-14 ans     | 17,2   |

| Hommes | Classe d’âge | Femmes |
| ------ | ------------ | ------ |
| 0,6    | 90 ou +      | 1,4    |
| 6      | 75-89 ans    | 7,8    |
| 13,5   | 60-74 ans    | 14,8   |
| 20,7   | 45-59 ans    | 20,1   |
| 19,6   | 30-44 ans    | 19,9   |
| 18,5   | 15-29 ans    | 16,8   |
| 21,2   | 0-14 ans     | 19,2   |

## Politique et administration

### Liste des maires
| Période   | Période   | Identité                 | Étiquette | Qualité                       |
| --------- | --------- | ------------------------ | --------- | ----------------------------- |
| 1788      | 1789      | Valentin Lebœuf          |           | Syndic                        |
| 1790      | 1790      | Jacques Ozanne           |           |                               |
| 1790      | 1791      | Jean Ledoux              |           |                               |
| 1791      | 1792      | Louis Charpentier        |           |                               |
| 1792      | 1795      | François Levieil         |           |                               |
| 1795      | 1800      | quatre agents municipaux |           |                               |
| 1800      | 1806      | Jacques Leclerc          |           |                               |
| 1806      | 1810      | Nicolas Chappée          |           |                               |
| 1810      | 1815      | H. Carie Saint-Clément   |           |                               |
| 1815      | 1816      | Jean-Pierre Levieil      |           |                               |
| 1816      | 1821      | H. Carie Saint-Clément   |           |                               |
| 1821      | 1822      | Jean-Nicolas Langot      |           |                               |
| 1822      | 1828      | Nicolas Duvivier         |           |                               |
| 1828      | 1848      | Joseph Audin             |           |                               |
| 1848      | 1861      | François Auger           |           |                               |
| 1861      | 1870      | Jules Émile Delapalme    |           | Notaire                       |
| 1870      | 1871      | Barthélémy Chappée       |           |                               |
| 1871      | 1881      | Jean-Louis Langot        |           |                               |
| 1881      | 1888      | Vincent Racine           |           |                               |
| 1888      | 1893      | Eugène Levieil           |           |                               |
| 1893      | 1896      | Joseph Charpentier       |           |                               |
| 1896      | 1911      | Émile Gilbert            |           |                               |
| 1911      | 1923      | Julien Busson-Billault   |           | Avocat                        |
| 1923      | 1925      | Joseph Jérôme            |           |                               |
| 1925      | 1930      | Jules Dennery            |           |                               |
| 1930      | 1944      | Georges Ozanne           |           |                               |
| 1944      | 1947      | Ch. Léguillette          |           |                               |
| 1947      | mars 1971 | Paul Doucet              |           |                               |
| mars 1971 | juin 1995 | Michel Ozanne            |           | Enseignant, maire honoraire   |
| juin 1995 | mars 2008 | Michel Rémiot            | SE-DVD    | Retraité de Renault           |
| mars 2008 | mai 2020  | Philippe Ferrand         | SE        | Cadre                         |
| mai 2020  | En cours  | Ketty Varin              | SE        | Cadre de la fonction publique |

## Jumelages
East Hoathly with Halland (Royaume-Uni)

## Instances administratives et judiciaires
La commune de Juziers appartient au canton de Limay et est rattachée à la communauté urbaine Grand Paris Seine et Oise. Elle est aussi incluse dans le territoire de l'opération d'intérêt national Seine-Aval.
Sur le plan électoral, la commune est rattachée à la huitième circonscription des Yvelines, circonscription mi-rurale, mi-urbaine du nord-ouest des Yvelines centrée autour de la ville de Mantes-la-Jolie.
Sur le plan judiciaire, Juziers fait partie de la juridiction d’instance de Mantes-la-Jolie et, comme toutes les communes des Yvelines, dépend du tribunal de grande instance ainsi que de tribunal de commerce sis à Versailles,.

## Culture locale et patrimoine

### Lieux et monuments

#### Monuments historiques

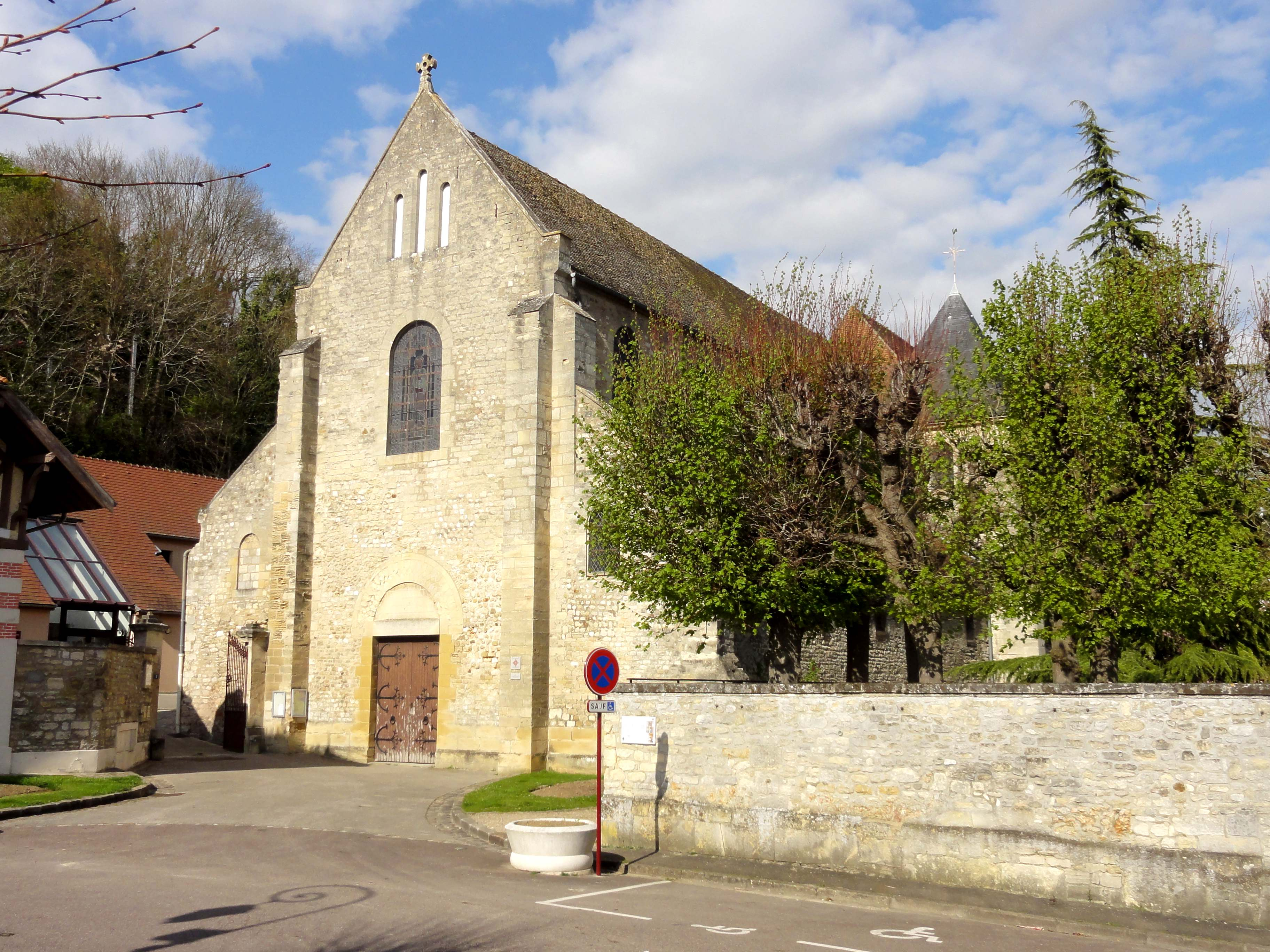
L'église Saint-Michel.

Juziers compte deux monuments historiques sur son territoire.
- Église Saint-Michel, rue de l'Église (classée monument historique par avis du 1er août 1850[29]).

Ses origines remontent au Xe siècle. Elle était placée sous le patronage de l'abbaye Saint-Père-en-Vallée de Chartres sous l'Ancien Régime, qui entretenait un prieuré au nord de l'église à partir du XIe et jusqu'à la fin du XVIIe siècle.
Dans sa forme actuelle, l'église se compose d'une nef basilicale très austère du milieu du XIe siècle, d'un transept contemporain, et d'un chœur du troisième quart du XIIe siècle. Les parties les plus anciennes sont d'une grande valeur archéologique, car très peu d'édifices de cette ampleur de cette époque subsistent en Île-de-France. Leur intérêt est toutefois diminué par la reconstruction de la façade occidentale, le voûtement d'ogives et la réduction de l'arcade vers le croisillon sud au cours des années 1850, et l'effondrement du clocher central en 1753, entraînant de gros dégâts dans le transept. Le chœur est tout aussi précieux pour son architecture originale, non dépourvue d'élégance, et en tant que témoin des commencements de l'architecture gothique. Il n'a subi aucun remaniement depuis sa construction.
- Maison du XVIIIe siècle dite Le Mesnil-Saint-Laurent (inscrite monument historique par arrêté du 31 janvier 1946[31])

#### Autres éléments du patrimoine

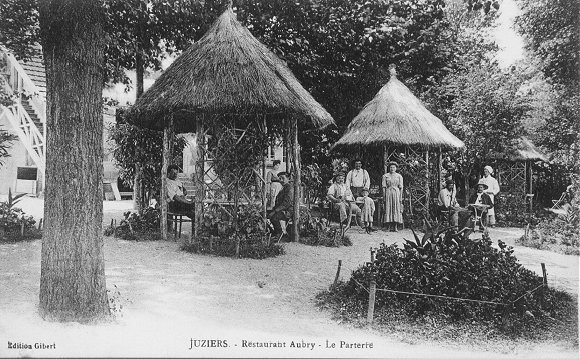
Restaurant Aubry.
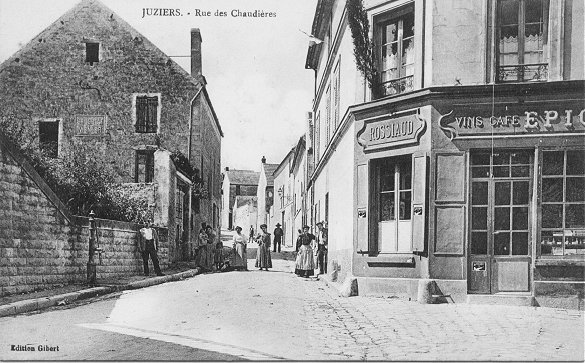
Rue des chaudières.
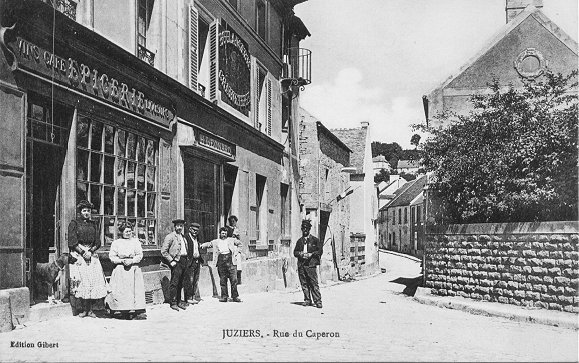
Rue du Caperon.
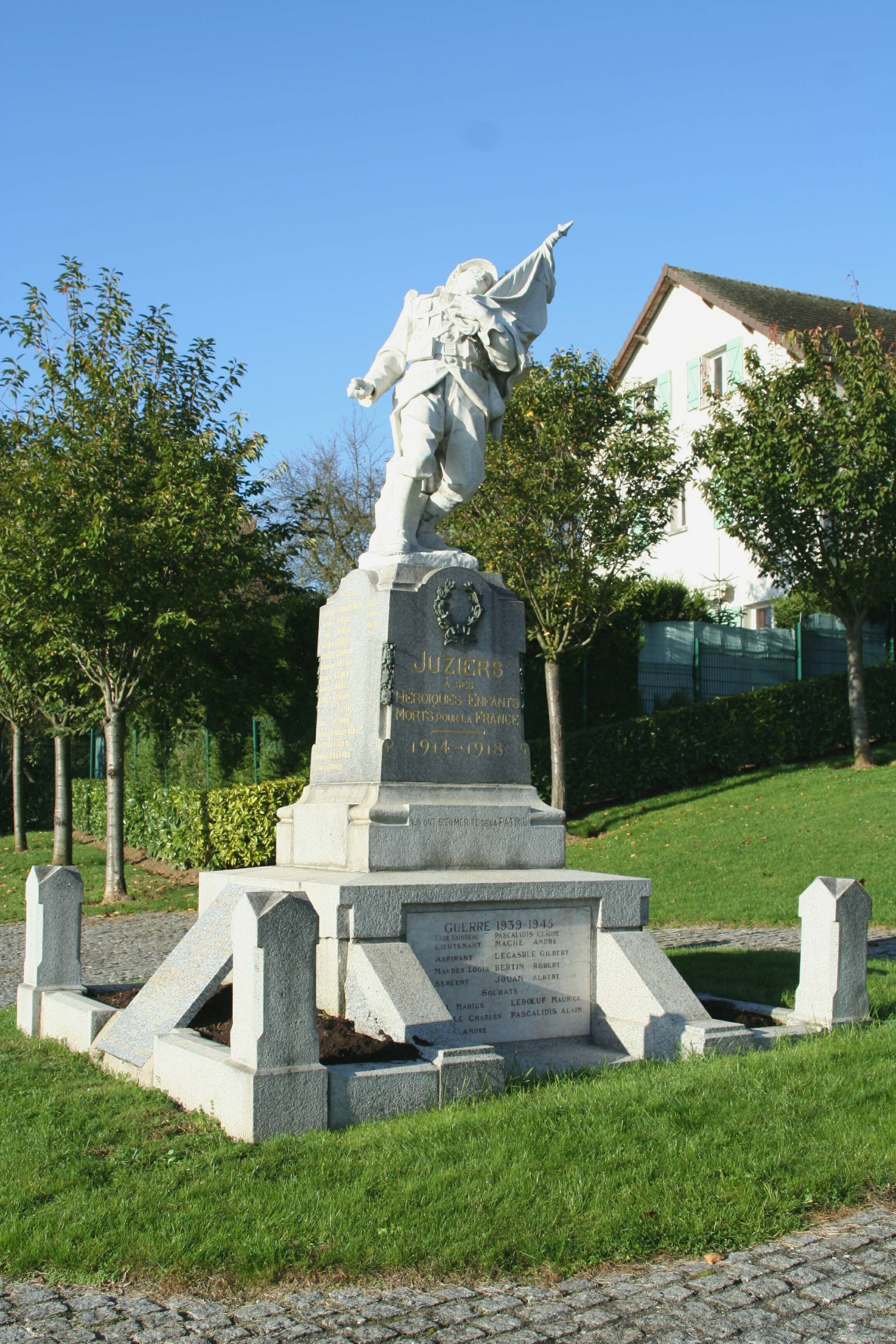
Le monument aux morts.
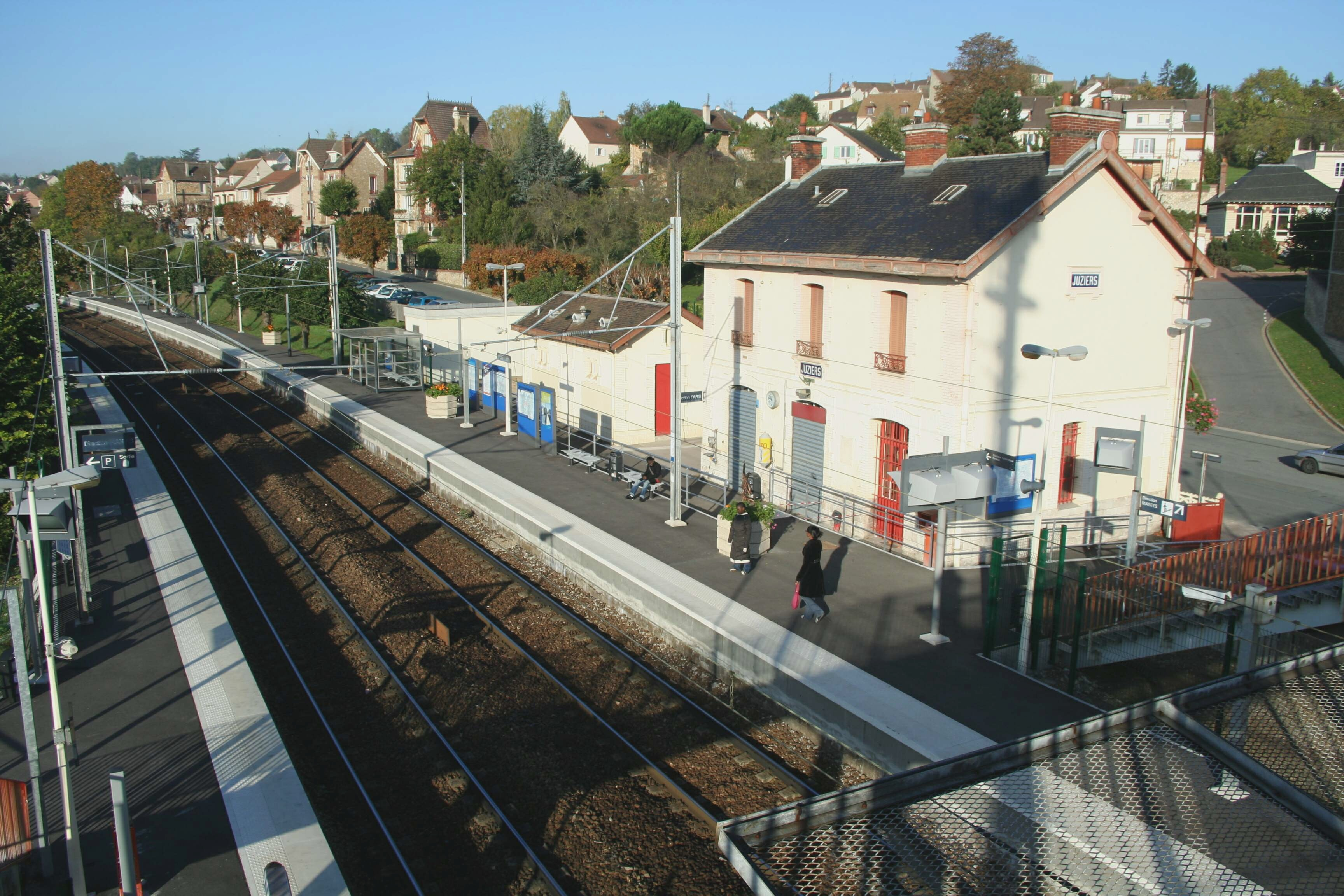
La gare de Juziers.

### Personnalités liées à la commune
- Ferdinand Bac (1859-1952), dessinateur, caricaturiste et écrivain, a vécu cinq ans à Juziers dans sa résidence de l'« Ermitage d'Apremont ».
- Pierre Jules Baroche (1802-1870), avocat et homme politique, fut ministre présidant le conseil d'État de 1852 à 1863. Il acheta en 1837 le « château de la Sergenterie » à Juziers  dont il fut élu conseiller municipal, et maire (nommé en 1870)[32].
- Ernest Baroche (1829-1870), haut fonctionnaire et homme politique, fils aîné du précédent, a vécu à Juziers[32].
- Léon Chausson (1863-1933), industriel, cofondateur en 1901 de la société Poliet et Chausson, fit construire la cimenterie de Gargenville à partir de 1916.
- Berthe Morisot (1841-1895), peintre impressionniste, a vécu au château du Mesnil, rue Berthe-Morisot.
- Saint Gaucher (vers 1060-1140),  chanoine régulier

### Héraldique
| Blason de Juziers | Blason  | De gueules à deux clefs passées en sautoir d'argent et à l'épée brochant en pal du même, à l'écusson d'azur semé de fleurs de lys d'or brochant en abîme sur le tout. |
| Blason de Juziers | Détails | Ce blason reprend les armes de l'abbaye Saint-Père-en-Vallée, l'écusson central figurant le blason de l'Île-de-France.                                                |